# Elphos obliterata
Elphos obliterata là một loài bướm đêm trong họ Geometridae.